# Lista de conflitos envolvendo o Brasil

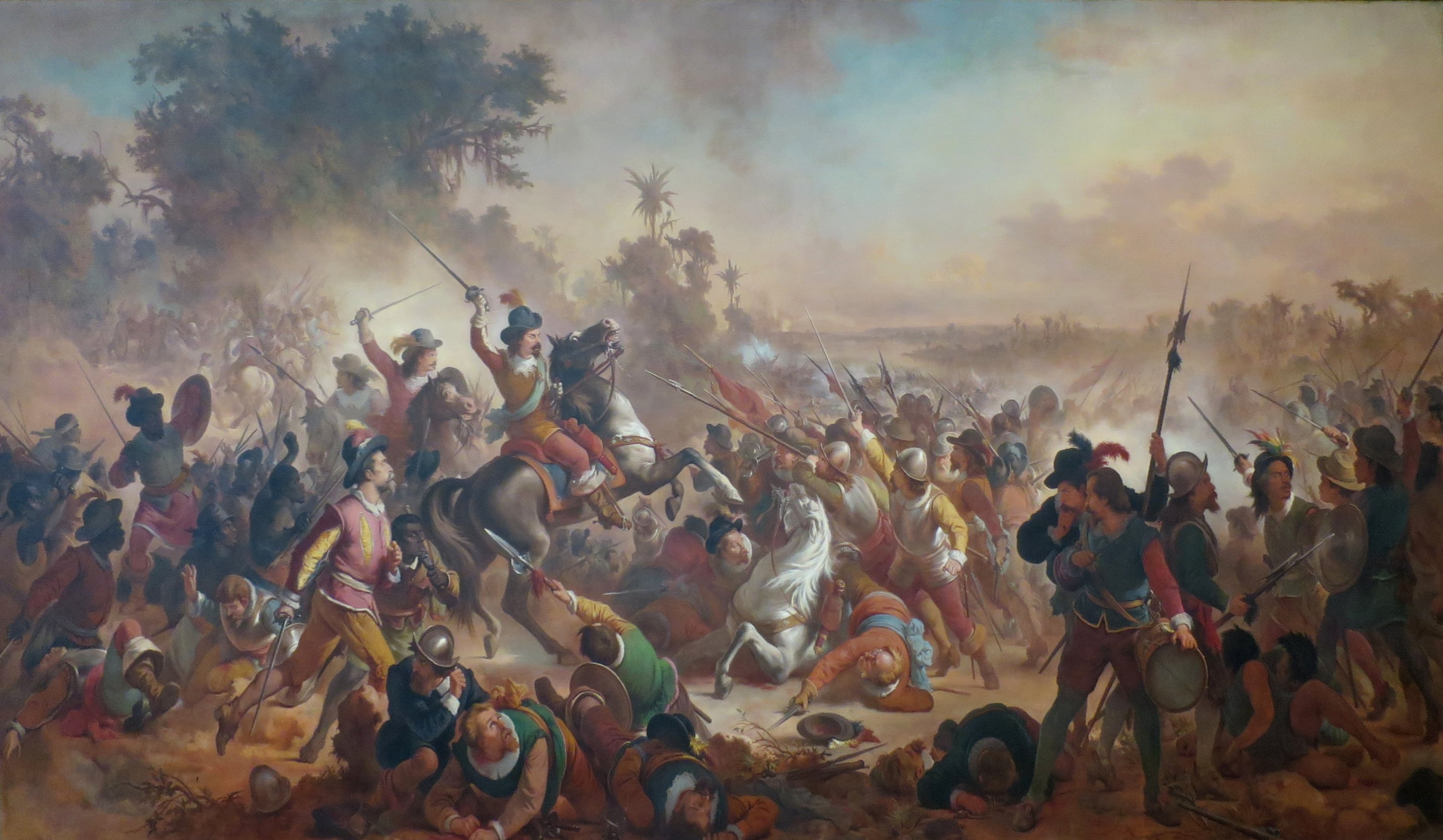
Batalha dos Guararapes

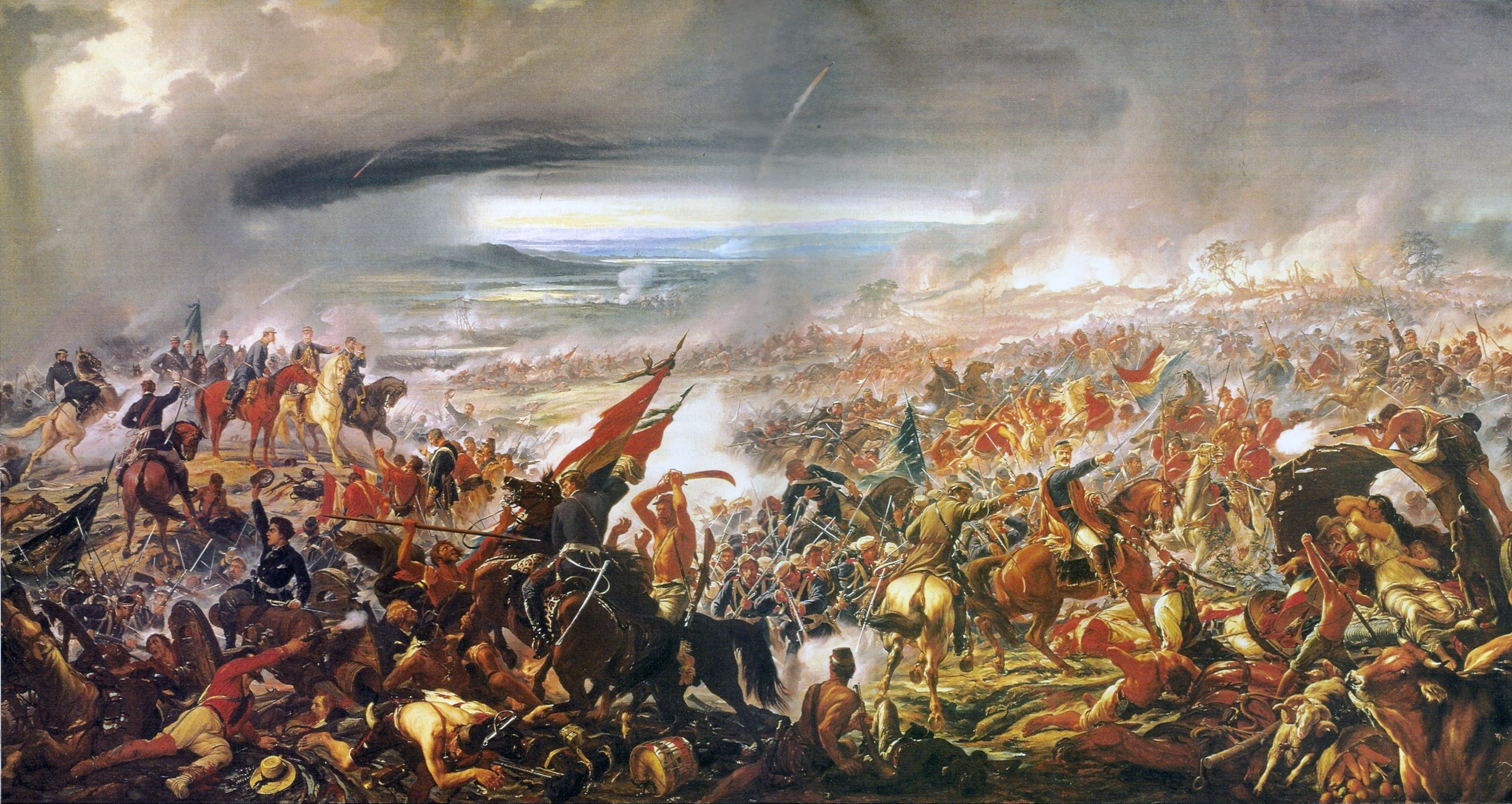
Batalha de Avaí

Esta é uma lista de guerras, rebeliões e conflitos envolvendo o Brasil desde o período colonial até os dias atuais.

## América Portuguesa
| Conflito                                             | Combatente 1                                                                             | Combatente 2                                               | Resultados |
| ---------------------------------------------------- | ---------------------------------------------------------------------------------------- | ---------------------------------------------------------- | --- |
| Guerra de Iguape (1534–1536)                         | Império Português - Capitania de São Vicente                                             | Invasores Espanhóis                                        | - Fuga dos espanhóis para Buenos Aires. |
| Cerco de Iguarassu (1548)                            | Império Português - Capitania de Pernambuco                                              | Caetés Reino da França                                     | - Cerco levantado - Extermínio e perseguição do Povo Caeté pelos Portugueses                                                                                 |
| Confederação dos Tamoios (1554–1567)                 | Império Português - Estado do Brasil                                                     | Tupinambás                                                 | - Resistência nativa aniquilada. |
| Guerra dos Aimorés (1555–1673)                       | Império Português - Estado do Brasil                                                     | Aimorés                                                    | - Resistência botocuda derrotada. |
| Invasões francesas no Brasil (1555–1736)             | Império Português - Estado do Brasil                                                     | Reino da França                                            | - Expulsão das tropas francesas. |
| Cerco de Piratininga (1562)                          | Império Português - Estado do Brasil Tupiniquins Pro-Portugal                            | Guarulhos Guaianás Carijós Tupiniquins rebeldes            | - Expulsão dos invasores. |
| Saque do Recife (1595)                               | Império Português - Estado do Brasil - Capitania de Pernambuco                           | Reino da Inglaterra                                        | - Pilhagem do Porto do Recife. |
| Guerra dos Palmares (início do século XVII–1695)     | Império Português - Estado do Brasil - Capitania de Pernambuco - Bandeirantes            | Quilombo dos Palmares                                      | - Destruição dos mocambos. |
| Revolta de Cumã (1617-1621)                          | Império Português - Estado do Brasil                                                     | Tupinambás                                                 | - Rebelião controlada. |
| Levante dos Tupinambás (1618)                        | Império Português - Estado do Brasil                                                     | Tupinambás                                                 | - Massacre dos nativos. |
| Invasões holandesas no Brasil (1624–1654)            | Império Português - Estado do Brasil - Capitania de Pernambuco                           | República Holandesa - Nova Holanda                         | - Tratado de Haia (1661) |
| Aclamação de Amador Bueno (1641)                     | Império Português - Estado do Brasil                                                     | Nativistas                                                 | - Falha na formação de um reino. - Amador Bueno jura lealdade ao rei D. João IV.                                                                             |
| Revolta da Cachaça (1660–1661)                       | Império Português - Estado do Brasil                                                     | Rebeldes Cariocas                                          | - Rebelião derrotada. |
| Conjuração de Nosso Pai (1666)                       | Império Português - Estado do Brasil                                                     | Rebeldes Pernambucanos                                     | - Jerônimo de Mendonça Furtado é retirado do cargo de governador. - André Vidal de Negreiros é nomeado governador provisório.                                |
| Guerra dos Bárbaros (1682–1713)                      | Império Português - Estado do Brasil                                                     | Confederação dos Cariris                                   | - Resistência reprimida. |
| Revolta de Beckman (1684)                            | Império Português - Estado do Maranhão e Grão-Pará                                       | Rebeldes do Maranhão                                       | - Rebeldes derrotados. |
| Guerrilha dos Muras (Todo século XVIII)              | Império Português - Estado do Maranhão e Grão-Pará                                       | Muras                                                      | - Derrota da resistência indígena. |
| Guerra dos Emboabas (1707–1709)                      | "Emboabas" da metrópole (reinóis ou "europeus")                                          | Bandeirantes                                               | - Expulsão dos bandeirantes paulistas — em minoria numérica — das Minas Gerais.                                                                              |
| Guerra dos Mascates (1710–1711)                      | Império Português - Estado do Brasil - Capitania de Pernambuco - Vila do Recife          | Vila de Olinda                                             | - Reconstituição do Pelourinho do Recife. - Reabertura da Câmara Municipal do Recife.                                                                        |
| Revolta do Sal (1710–1720)                           | Império Português - Estado do Brasil                                                     | Rebeldes Paulistas                                         | - Rebelião derrotada. |
| Revolta de Mandu Ladino (1712–1719)                  | Império Português - Estado do Maranhão e Grão-Pará                                       | Indigenas comandados por Mandu Ladino.                     | - Derrota dos indígenas revoltosos. |
| Revolta de Vila Rica (1720)                          | Império Português - Estado do Brasil                                                     | Apoiadores de Filipe dos Santos                            | - Rebelião derrotada. |
| Expedição de Cabinda (1723)                          | Império Português - Estado do Brasil                                                     | Reino da Grã-Bretanha - Inglaterra                         | - Expulsão dos ingleses da região de Cabinda. - Portugal assume o controle da Fortaleza de Cabinda.                                                          |
| Guerra dos Manaus (1723–1728)                        | Império Português - Estado do Maranhão e Grão-Pará                                       | Manaós                                                     | - Manaós derrotados. |
| Motim do Terço Velho (1728)                          | Império Português - Estado do Brasil                                                     | Soldados Amotinados                                        | - Rebelião derrotada. |
| Guerra Luso-Espanhola (1735–1737)                    | Império Português - Estado do Brasil                                                     | Império Espanhol                                           | - Retirada espanhola. |
| Guerra Guaranítica (1753–1756)                       | Império Português - Estado do Brasil Império Espanhol                                    | Guaranis                                                   | - Tratado de El Pardo (1761) |
| Primeira Conspiração do Curvelo (1760-1763)          | Império Português - Estado do Brasil                                                     | Conspiradores                                              | - Revolta sufocada. |
| Guerra Fantástica (1762–1763)                        | Império Português - Estado do Brasil Reino da Grã-Bretanha                               | Império Espanhol Reino da França                           | - Expulsão dos espanhóis no Mato Grosso e do centro do Brasil. - Ocupação espanhola temporária do Rio Grande do Sul.                                         |
| Guerra Mojeña (1763-1766)                            | Império Português - Estado do Brasil                                                     | Império Espanhol                                           | - Prevaleceu a tese do Império Português de que o Rio Guaporé deveria servir de fronteira entre os dois Impérios naquela parte da Floresta Amazônica.        |
| Inconfidência de Mariana (1769)                      | Império Português - Estado do Brasil                                                     | Inconfidentes                                              | - Revolta sufocada. |
| Inconfidência de Sabará (1775)                       | Império Português - Estado do Brasil                                                     | Inconfidentes                                              | - Revolta sufocada. |
| Segunda Conspiração do Curvelo (1776)                | Império Português - Estado do Brasil                                                     | Conspiradores                                              | - Revolta sufocada. |
| Guerra Hispano-Portuguesa de 1776 à 1777 (1776-1777) | Império Português - Estado do Brasil                                                     | Império Espanhol                                           | - Ocupação espanhola de Santa Catarina - Reconquista do Rio Grande do Sul - Perda da Colônia do Sacramento                                                   |
| Inconfidência Mineira (1789)                         | Império Português - Estado do Brasil                                                     | Inconfidentes                                              | - Revolta sufocada. - Exílio e execução dos líderes. - Falha no processo de independência de Minas Gerais.                                                   |
| Revolta da Praia de Sangue (1790)                    | Império Português - Estado do Brasil                                                     | Povos Indígenas                                            | - Matança de povos originários habitantes da região de Roraima.                                                                                              |
| Conjuração Carioca (1794–1795)                       | Império Português - Estado do Brasil                                                     | Conjurados Cariocas                                        | - Revolta sufocada. - Falha na independência do Rio de Janeiro.                                                                                              |
| Conjuração Baiana (1796–1799)                        | Império Português - Estado do Brasil                                                     | Conjurados Baianos                                         | - Revolta destruída. - Falha no processo de independência da Bahia.                                                                                          |
| Conspiração dos Suassunas (1800–1801)                | Império Português - Estado do Brasil                                                     | Rebeldes Pernambucanos                                     | - Rebelião sufocada. - Falha da independência de Pernambuco.                                                                                                 |
| Guerra das Laranjas (1801)                           | Império Português - Estado do Brasil                                                     | Império Espanhol República Francesa                        | - Conquista de territórios ao sul do Brasil. - Perda de territórios na Guiana.                                                                               |
| Guerra aos índios Botocudos (1808)                   | Império Português Portugueses colonos militares (com Carta Régia de 13 de maio de 1808)  | Índios Botocudos do sul da Bahia ao sul do Espírito Santo. | Extermínio dos Botocudos, exceto os Krenak. |
| Invasão da Guiana Francesa (1809)                    | Império Português - Estado do Grão-Pará e Maranhão Reino Unido da Grã-Bretanha e Irlanda | Império da França                                          | - Guiana Francesa ocupada por Portugal até 1817. |
| Primeira Campanha da Cisplatina (1811–1812)          | Império Português - Estado do Brasil Império Espanhol - Vice-Reino do Rio da Prata       | Províncias Unidas                                          | - Tratado de Pacificação. - Tropas de José Artigas retornam à Salto e as tropas de José Rondeau retornam a Buenos Aires. - Falha da anexação Banda Oriental. |

## Reino Unido de Portugal, Brasil e Algarves
| Conflito                                            | Combatente 1                                                                        | Combatente 2                                                                            | Resultado |
| --------------------------------------------------- | ----------------------------------------------------------------------------------- | --------------------------------------------------------------------------------------- | --- |
| Guerra contra Artigas (1816–1820)                   | Império Português - Reino do Brasil Apoiados por: Províncias Unidas do Rio da Prata | Liga Federal - Banda Oriental - Entre Ríos - Corrientes - Misiones - Santa Fé - Córdoba | - Anexação da Banda Oriental. |
| Revolução Pernambucana (1817)                       | Império Português - Reino do Brasil                                                 | Capitania de Pernambuco Rebeldes Paraibanos Rebeldes Potiguares                         | - Revolta derrotada. - Falha no processo de independência de Pernambuco. - Desligamento da Comarca das Alagoas do território pernambucano. - Passo importante no processo de independência do Brasil. |
| Revolta Liberal da Bahia e Grão-Pará de 1821 (1821) | Império Português - Reino do Brasil                                                 | Capitania da Baía de Todos os Santos Capitania do Grão-Pará                             | - Revolta derrotada. - Fortalecimento do movimento liberal no Rio de Janeiro. |
| Revolta de Escravos Constitucionalistas (1821-1822) | Império Português - Reino do Brasil                                                 | Escravos Mineiros                                                                       | - Dispersaram-se os revoltosos com a proclamação da independência. |

## Império do Brasil
| Conflito                                       | Combatente 1 | Combatente 2 | Resultado |
| ---------------------------------------------- | --- | --- | --- |
| Guerra da Independência do Brasil (1821–1825)  | Império do Brasil | Império Português | - Independência Brasileira de Portugal. |
| Confederação do Equador (1824)                 | Império do Brasil | Confederados - Província de Pernambuco (líder) - Província do Ceará - Província da Paraíba - Província do Rio Grande do Norte                                                                                          | - Rebelião suprimida, vitória legalista. - Desligamento da Comarca do Rio de São Francisco (atual Oeste da Bahia) do território pernambucano. |
| Invasão de Chiquitos (1825)                    | Império do Brasil | República de Bolívar Grã-Colômbia Apoiados por: Províncias Unidas do Rio da Prata | - Brasil ocupa temporariamente a região de Chiquitos e Moxos. - Simón Bolívar se compromete a não apoiar os argentinos. |
| Guerra da Cisplatina (1825–1828)               | Império do Brasil | Províncias Unidas do Rio da Prata Trinta e Três Orientais | - Brasil perde o controle sobre o Uruguai e o acesso direto ao Rio da Prata. - Termos favoráveis ao Brasil a respeito da soberania sobre as Misiones Orientales e a região oriental do Rio Paraná. - Tratado de paz assegura a independência do Uruguai em relação a Brasil, mas também em relação à Argentina. |
| Revolta dos Mercenários (1828)                 | Império do Brasil · Reino Unido · Reino da França | Mercenários Alemães Mercenários Irlandeses Apoiados por: Províncias Unidas do Rio da Prata | - Revolta reprimida. |
| Sedição de 1830 (1830)                         | Império do Brasil | Rebeldes Gaúchos Rebeldes Alemães | - Rebelião derrotada. |
| Motins em Pernambuco (1831–1834)               | Império do Brasil | Rebeldes Pernambucanos Rebeldes Maranhenses | - Rebeldes derrotados. |
| Razia de Bella Unión (1831)                    | Império do Brasil | Bando de Bella Unión | - Bandoleiros derrotados. - Fim da ação do Bando de Bella Unión no Brasil. |
| Insurreição do Crato (1832)                    | Império do Brasil | Restauradores | - Rebelião derrotada. |
| Sedição do Major Frias (1832)                  | Império do Brasil | Soldados Amotinados | - Rebelião derrotada. |
| Federação do Guanais (1832)                    | Império do Brasil | Rebeldes Baianos | - Rebelião derrotada. |
| Cabanada (1832–1835)                           | Império do Brasil | Cabanos - Rebeldes Paraenses - Rebeldes Alagoanos - Rebeldes Pernambucanos | - Rebelião reprimida. |
| Revolta do Ano da Fumaça (1833)                | Império do Brasil | Rebeldes Mineiros | - Revolta derrotada. |
| Revolta de Carrancas (1833)                    | Império do Brasil | Rebeldes Mineiros | - Revolta derrotada. |
| Carneiradas (1834–1835)                        | Império do Brasil | Rebeldes Pernambucanos | - Rebeliões sufocadas. |
| Rusga (1834)                                   | Império do Brasil | Rebeldes Mato-grossenses | - Revolta derrotada. |
| Revolta dos Malês (1835)                       | Império do Brasil | Insurgentes Islâmicos | - Derrota da revolta. |
| Cabanagem (1835–1840)                          | Império do Brasil Comarca do Rio Negro Resistência Cametaense Apoiados por: Reino Unido da Grã-Bretanha e Irlanda Reino de Portugal                                                               | Cabanos Apoiado por: Reino da França | - Revolta reprimida. |
| Guerra dos Farrapos (1835–1845)                | Império do Brasil | República Rio-Grandense · República Juliana · Camisas-vermelhas · Apoiados por: · Uruguai · Partido Colorado · Blancos (até 1839) · Argentina (até 1839) · Federalistas (até 1839) · Unitários · Coalición del Norte · | - Revolucionários e imperiais entram em comum acordo. - Integridade territorial do Império mantida. |
| Sabinada (1837–1838)                           | Império do Brasil | Sabinos Baianos | - Revolta derrotada. |
| Rebelião de Manuel Congo (1838)                | Império do Brasil | Escravos Rebeldes | - Revolta derrotada. - Prisão e execução dos rebeldes. |
| Balaiada (1838–1841)                           | Império do Brasil | Rebeldes - Balaios - Escravos Africanos | - Revolta reprimida. |
| Revoltas liberais de 1842 (1842)               | Império do Brasil | Partido Liberal | - Rebeldes derrotados. |
| Revolução Praieira (1848–1850)                 | Império do Brasil | Praieiros | - Derrota da revolta na província de Pernambuco. |
| Insurreição do Queimado (1849)                 | Império do Brasil | Escravizados sublevados | - Revoltosos dispersos. - Prisão de líderes e apoiadores. |
| Califórnias do Chico Pedro (1849–1850)         | Império do Brasil | Uruguai · Blancos · Apoiados por: · Argentina | - Expulsão das tropas uruguaias do território brasileiro. |
| Incidente de Paranaguá (1850)                  | Império do Brasil | Reino Unido da Grã-Bretanha e Irlanda | - Declínio entre as relações do Brasil e o Reino Unido. - Lei Eusébio de Queirós. - HMS Cormorant avariado. - Expulsão do navio britânico do litoral brasileiro. - Incêndio dos brigues Donna Ana e Sereia. - Confisco da galera Campeadora.                                                                    |
| Guerra do Prata (1851–1852)                    | Império do Brasil · Gobierno de la Defesa · Uruguai · Colorados · Rebeldes Argentinos - Entre Ríos - Corrientes - Santa Fé - Unitários - Argentinos exilados Apoiados por: · Paraguai · Bolívia · | Argentina · Federalistas · Gobierno del Cerrito · Blancos · | - Hegemonia Brasileira na região norte-oriental do Prata. - Contínuo da guerra civil no Uruguai. |
| Revolta do Ronco da Abelha (1851–1852)         | Império do Brasil | Rebeldes Pernambucanos Rebeldes Paraibanos Rebeldes Alagoanos Rebeldes Cearenses Rebeldes Sergipanos | - Rebelião reprimida. |
| Levante dos Marimbondos (1851 - 1852)          | Império do Brasil | Rebeldes Pernambucanos Rebeldes Alagoanos Rebeldes Cearenses Rebeldes Potiguares | - Rebelião reprimida. |
| Missão Pedro Ferreira de Oliveira (1855)       | Império do Brasil | Paraguai | - Início das negociações sobre a livre navegação do Rio Paraná e do Rio Paraguai. - Tratado assinado em 1856 garantindo o tráfego de navios brasileiros por tais rios. |
| Revolta de Ibicaba (1856–1857)                 | Império do Brasil | Estrangeiros Rebeldes | - Rebelião reprimida. |
| Questão Christie (1862-1865)                   | Império do Brasil | Reino Unido da Grã-Bretanha e Irlanda | - Resolução pacífica do conflito: - Liberação dos oficiais marinheiros britânicos. - Pagamento da indenização requerida pelos britânicos. - Relações diplomáticas reatadas em 1865. - Retratação formal ao governo brasileiro.                                                                                  |
| Guerra do Uruguai (1864–1865)                  | Império do Brasil Colorados Partido Unitário Apoiados por: Argentina | Uruguai Blancos Partido Federal Apoiados por: Paraguai | - Mudança de Regime no Uruguai, os Colorados tomam o poder no país. |
| Incidente da Bahia (1864)                      | Império do Brasil | Estados Unidos | - Americanos se retiram de Salvador. |
| Guerra do Paraguai (1864–1870)                 | Império do Brasil Argentina Uruguai | Paraguai | - Ocupação aliada do Paraguai. - Anexação de terras paraguaias por parte do Brasil e da Argentina. |
| Revolta do Quebra-Quilos (1872–1877)           | Império do Brasil | Revoltosos | - Rebelião derrotada. |
| Revolta dos Muckers (1873–1874)                | Império do Brasil | Muckers | - Rebelião derrotada. |
| Conflito de Alvear (1874)                      | Império do Brasil | Argentina | - Bombardeio de Alvear. - Exoneração de Estanisláo Przewodowski. |
| Motim das Mulheres (1875)                      | Império do Brasil | Mulheres revoltosas | - Pacificação da revolta. |
| Revolta do Vintém (Rio de Janeiro) (1879–1880) | Império do Brasil | Revoltosos | - Aumento tributário revogado. - Substituição no Ministério da Fazenda. |
| Revolta do Vintém (Paraná) (1883)              | Império do Brasil | Revoltosos | - Pacificação da revolta. |
| Primeiro Conflito de Cunani (1886–1891)        | Império do Brasil Apoiado por: - França | Primeira República de Cunani Segunda República de Cunani | - Rebelião derrotada. - Acordo entre o governo brasileiro e francês com os rebeldes. |
| Golpe Republicano (1889)                       | Império do Brasil | Republicanos | - Fim do Império do Brasil. - Início da Primeira República. |

## Brasil República

### Primeira República
| Conflito                                  | Combatente 1 | Combatente 2                                                                                               | Resultado |
| ----------------------------------------- | --- | --- | --- |
| Revolta do Cacaolinho (1891)              | Brasil - Governo do Estado do Pará                                                                                             | Rebeldes Paraenses                                                                                         | - Rebeldes derrotados. |
| Primeira Revolta da Armada (1891)         | Brasil | Marinha do Brasil                                                                                          | - Motim controlado. - Renúncia do Marechal Deodoro da Fonseca. |
| Revolta dos Colonos (1891–1893)           | Brasil | Colonos Italianos                                                                                          | - Pacificação da revolta. |
| Primeira revolta de Boa Vista (1892–1894) | Brasil | Rebeldes de Boa Vista                                                                                      | - Revolta controlada. |
| Conflito de Trinidad (1893–1895)          | Brasil Reino de Portugal | Principado de Trinidad Reino Unido da Grã-Bretanha e Irlanda                                               | - Falha da independência de Trinidad. - Falha na anexação britânica de Trinidad. - Soberania brasileira sobre Trinidad. |
| Segunda Revolta da Armada (1893–1894)     | Brasil | Marinha do Brasil                                                                                          | - Motim controlado. |
| Revolução Federalista (1893–1895)         | Brasil Ximangos | Maragatos · Voluntários Castelhanos · Apoiados por: · Argentina · Uruguai                                  | - Rebelião derrotada. |
| Intrusão Francesa no Amapá (1895)         | Brasil | França - Guiana Francesa                                                                                   | - Expulsão das tropas francesas. |
| Revolta de Manhuassu (1896)               | Brasil | República de Manhuassu                                                                                     | - Derrota da revolta e reconquista do município pelo Exército Brasileiro. |
| Guerra de Canudos (1896–1897)             | Brasil | Canudos | - Povoamento destruído e habitantes reassentados. |
| Guerra do Acre (1899–1903)                | Brasil · Acre | Bolívia · Apoiado por: - Estados Unidos                                                                    | - Anexação brasileira do Acre. - Capitulação das tropas bolivianas no Acre. |
| Guerra do Pinheirinho (1902)              | Brasil | Monges do Pinheirinho                                                                                      | - Derrota do grupo. |
| Revolta de Ribeirãozinho (1902)           | Brasil | Monarquistas                                                                                               | - Falha da revolta. |
| Segundo Conflito de Cunani (1904-1912)    | Brasil Apoiado por: - França                                                                                                   | Estado Livre de Cunani                                                                                     | - Rebelião reprimida. |
| Revolta da Vacina (1904)                  | Brasil | Revoltosos cariocas                                                                                        | - Revoltosos derrotados. - Processo de vacinação continua; erradicação da varíola na capital carioca. |
| Caso do cruzador Panther (1905–1906)      | Brasil | Império Alemão                                                                                             | - Vitória diplomática brasileira. - Relações entre Brasil e Alemanha continuam. |
| Segunda revolta de Boa Vista (1907–1909)  | Brasil | Rebeldes de Boa Vista                                                                                      | - Revolta controlada. - Morte de Leão Leda. |
| Revolução de 1909 (1909)                  | Brasil Partido Democrata | Governo de Goiás - Família Xavier de Almeida                                                               | - Posse de Urbano de Gouveia como Presidente do Estado de Goiás. |
| Revolta da Chibata (1910)                 | Brasil | Marinha do Brasil                                                                                          | - Motim controlado. - Revoltosos anistiados e depois reprimidos. - Prisão e demissão de militares da marinha brasileira. - Fim do castigo corporal na Marinha do Brasil.                                                                                       |
| Guerra do Contestado (1912–1916)          | Brasil | Rebeldes                                                                                                   | - Rebelião destruída. |
| Sedição de Juazeiro (1914)                | Brasil | Oligarcas Cearenses                                                                                        | - Revolta parcialmente reprimida. Mas os oligarcas conseguem derrubar apenas o governo estadual cearense de Franco Rabelo. |
| Primeira Guerra Mundial (1914–1918)       | Reino Unido · França · Rússia · Reino da Itália · Estados Unidos · Brasil - Outros Aliados: Aliados da Primeira Guerra Mundial | Império Alemão · Áustria-Hungria · Império Otomano · Reino da Bulgária - Outros Aliados: Impérios Centrais | - Fim do Império Alemão, Império Russo, Império Otomano, e Áustria-Hungria. - Formação de novos países na Europa e no Oriente-médio - Transferência das colônias alemães e das províncias do Império Otomano para outros países. - Criação da Liga das Nações. |
| Insurreição anarquista de 1918 (1918)     | Brasil | Anarquistas                                                                                                | - Rebeldes derrotados. - Perseguição de organizações anarquistas. |
| Tenentismo (1922–1927)                    | Brasil | Tenentismo                                                                                                 | - Rebelião reprimida. |
| Revolução de 1923 (1923)                  | Brasil Ximangos | Maragatos                                                                                                  | - Pacto de Pedras Altas |
| Guerra de Princesa (1930)                 | Brasil | Território de Princesa                                                                                     | - Perda de força do movimento rebelde após o assassinato de João Pessoa. - Acordo entre o governo e os revoltosos. |
| Revolução de 1930 (1930)                  | Primeira República Brasileira                                                                                                  | Aliança Liberal - Rio Grande do Sul - Minas Gerais - Paraíba                                               | - Fim da República Velha. - Início da Era Vargas. |

### Era Vargas
| Conflito                                  | Combatente 1 | Combatente 2 | Resultado |
| ----------------------------------------- | --- | --- | --- |
| Revolução Constitucionalista (1932)       | Brasil | São Paulo · Estado de Maracaju · Frente Única Gaúcha                                                                                     | - Derrota das forças Revolucionárias. - Constituição brasileira de 1934.                                                                                          |
| Intentona Comunista (1935)                | Brasil | PCB Militares Rebeldes | - Revolta derrotada. |
| Levante Integralista (1938)               | Brasil | Ação Integralista Brasileira | - Rebeldes derrotados. - Fuzilamento e exílio de membros da AIB.                                                                                                  |
| Caldeirão de Santa Cruz do Deserto (1938) | Brasil | Messianistas | - Rebeldes derrotados. - Massacre dos revoltosos. |
| Segunda Guerra Mundial (1942–1945)        | Estados Unidos · Reino Unido · União Soviética · França · China · Brasil - Outros Aliados: Aliados da Segunda Guerra Mundial | Alemanha Nazista · Japão · Itália Fascista (até 1943) · República Social Italiana (a partir de 1943) - Outros Aliados: Potências do Eixo | - Dissolução da Alemanha Nazista. - Criação das Nações Unidas. - Emergência dos Estados Unidos e da União Soviética como superpotências. - Começo da Guerra Fria. |

### República Populista
| Conflito                                 | Combatente 1 | Combatente 2                                                                      | Resultado                                                                                          |
| ---------------------------------------- | ------------ | --------------------------------------------------------------------------------- | -------------------------------------------------------------------------------------------------- |
| Revolta do Quebra Milho (1947-1951)      | Brasil       | Posseiros                                                                         | - Fim dos conflitos.                                                                               |
| Revolta de Jacareacanga (1956)           | Brasil       | Militares Rebeldes                                                                | - Rebelião sufocada.                                                                               |
| Revolta dos Posseiros (1957)             | Brasil       | Colonos e Posseiros revoltados.                                                   | - Pacificação da revolta.                                                                          |
| Revolta das Barcas (1959)                | Brasil       | Revoltosos de Niterói                                                             | - Rebelião acabada. - Estatização das barcas.                                                      |
| Revolta de Aragarças (1959)              | Brasil       | Militares Rebeldes do EB Militares Rebeldes da FAB                                | - Rebelião sufocada. - Fuga dos rebeldes.                                                          |
| Guerra da Lagosta (1961–1963)            | Brasil       | França                                                                            | - Retirada de navios franceses. - Resolução pacífica do conflito.                                  |
| Rebelião da Base Aérea de Canoas (1961)  | Brasil       | Militares Rebeldes da FAB                                                         | - Fim da rebelião. - O bombardeio ao Palácio Piratini não ocorre.                                  |
| Revolta dos Sargentos (1963)             | Brasil       | Marinheiros Sublevados Militares Rebeldes da FAB                                  | - Vitória dos legalistas. - Intensificação da crise política no Brasil.                            |
| Revolta dos Marinheiros de 1964 (1964)   | Brasil       | Marinheiros Sublevados                                                            | - Motim controlado. - Anistia aos participantes. - Troca do ministro da Marinha.                   |
| Golpe de Estado no Brasil em 1964 (1964) | Brasil       | Militares rebeldes Reserva militar Polícia Militar Apoiados por: - Estados Unidos | - Vitória das tropas rebeldes. - Fim da Quarta República. - Início da ditadura militar brasileira. |

### Ditadura Militar
| Conflito                                   | Combatente 1 | Combatente 2 | Resultado |
| ------------------------------------------ | --- | --- | --- |
| Guerrilha de Três Passos (1965)            | Brasil | MR-26 | - Guerrilheiros derrotados. |
| Guerra da República Dominicana (1965–1966) | Estados Unidos · Brasil · Honduras · Paraguai · Nicarágua · Costa Rica · El Salvador · | República Dominicana                                                                                                | - Juan Bosch excluído da Presidência, eleição de Joaquín Balaguer.                                                                                 |
| Guerrilha do Caparaó (1966–1967)           | Brasil | Movimento Nacionalista Revolucionário                                                                               | - Guerrilheiros derrotados. |
| Guerrilha de Ñancahuazú (1966-1967)        | Bolívia Estados Unidos Apoiado por: - Brasil | ELN · Cuba | - Guerrilhas derrotadas. - Che Guevara Executado                                                                                                   |
| Guerrilha do Araguaia (1967–1974)          | Brasil | PCdoB | - Guerrilhas derrotadas. |
| Golpe de Estado no Chile em 1973 (1973)    | Forças Armadas do Chile - Exército do Chile - Armada do Chile - Força Aérea Chilena Apoiado por: - Brasil - Estados Unidos - Canadá - Reino Unido - Austrália - Carabineiros - Partido Nacional - Partido Democrata Cristão - Democracia Radical | Governo do Chile - Partido Socialista - Unidade Popular - Movimento de Esquerda Revolucionária Apoiado por: - Cuba  | - Vitória das tropas rebeldes chilenas - início da Ditadura militar chilena                                                                        |
| Guerra Suja na Argentina (1974-1983)       | Argentina - Exército Argentino - Armada Argentina - Força Aérea Argentina - Secretaria de Inteligência - Polícia Federal Argentina - Gendarmeria Nacional Argentina - Prefeitura Naval Argentina - Aliança Anticomunista Argentina - Partido Justicialista (Facção de direita) Apoiado por: - Bolívia - Brasil - Chile - Estados Unidos - França - Israel - Paraguai - Peru - Reino Unido (até 1982) | ERP · Montoneros (1974-1980) · Forças Armadas Peronistas · Resistência Libertária Apoiado por: - Cuba               | Vitória do Governo Argentino - Operação Independência - Golpe de Estado na Argentina em 1976 - A operação foi concluída após a Guerra das Malvinas |
| Guerra Civil Angolana (1975-2002)          | MPLA · Cuba (até 1991) · União Soviética (até 1989) · SWAPO (até 1988) Apoiado por: - Congo-Brazavile - Moçambique - Tanzânia - Alemanha Oriental - Coreia do Norte - Iugoslávia - Brasil - Portugal - México | UNITA · FNLA · África do Sul (até 1989) · Zaire (1974-75) Apoiado por: - Estados Unidos - China - Marrocos - França | Vitória do MPLA |
| Revolta dos Perdidos (1976)                | Brasil | Posseiros revoltados                                                                                                | - Rebeldes derrotados. |

### Nova República
| Conflito                                                      | Combatente 1                                                | Combatente 2                                 | Resultado |
| ------------------------------------------------------------- | ----------------------------------------------------------- | -------------------------------------------- | --- |
| Operação Traíra (1991)                                        | Brasil · Colômbia                                           | FARC                                         | - Operação bem sucedida contra FARC. |
| Incidente do Japurá (2002)                                    | Brasil                                                      | FARC                                         | - Morte dos guerrilheiros das FARC. - Afundamento da embarcação dos guerrilheiros. |
| Operação Guisu (2002)                                         | Brasil · Guiana · Suriname                                  | Crime organizado                             | - Destruição das bases aéreas dos criminosos. - Redução da entrada de cocaína no Brasil. |
| Atos de violência organizada no Rio de Janeiro em 2010 (2010) | Brasil                                                      | Narcotraficantes                             | - Pacificação da Região Metropolitana do Rio de Janeiro. |
| Crise da segurança pública no Espírito Santo em 2017 (2017)   | Brasil                                                      | Criminosos                                   | - Pacificação do estado do Espírito Santo. - Fim da greve. |
| Conflito armado na Rocinha em 2017 (2017–Presente)            | Brasil                                                      | Narcotraficantes                             | Em andamento |
| Intentona Bolsonarista (2023)                                 | Brasil                                                      | Apoiadores de Jair Bolsonaro (Bolsonaristas) | - Falha da tentativa de golpe de estado. - Prisão dos lideres do movimento pelo governo Federal. |
| Crise da Guiana Essequiba (2023–2024)                         | Guiana Apoiado por: - Brasil - Reino Unido - Estados Unidos | Venezuela Apoiado por: - Nicarágua           | - Exploração de hidrocarbonetos na região de Essequibo pelo governo da Guiana, Referendo consultivo da Venezuela em 2023 - Conferência diplomática em São Vicente e Granadinas entre os governos de Guiana e Venezuela, moderada pelo governo brasileiro. (14 de dezembro de 2023) |

## Missões de Paz
| Missão | Força de Paz | Países em Conflito                        | Resultado                                                                                                   |
| --- | ------------ | ----------------------------------------- | --- |
| Força de Emergência das Nações Unidas (UNEF) (1956–1967)                                                      | ONU Brasil   | Israel Egito                              | Encerrada - Paz garantida.                                                                                  |
| Operação das Nações Unidas no Congo (1960–1964)                                                               | ONU Brasil   | República do Congo                        | Encerrada - Paz garantida.                                                                                  |
| Força das Nações Unidas para Manutenção da Paz no Chipre (1964–Presente)                                      | ONU Brasil   | Chipre República Turca de Chipre do Norte | Em andamento - Missão de paz em andamento.                                                                  |
| Missão de Observação da Nações Unidas em El Salvador (1991–1992)                                              | ONU Brasil   | El Salvador                               | Encerrada - Paz garantida.                                                                                  |
| Missão das Nações Unidas para o referendo no Saara Ocidental (1991–Presente)                                  | ONU Brasil   | Marrocos Saara Ocidental                  | Em andamento - Missão de paz em andamento.                                                                  |
| Força de Proteção das Nações Unidas (1992–1995)                                                               | ONU Brasil   | Croácia Bósnia e Herzegovina              | Encerrada - Paz garantida.                                                                                  |
| Operação das Nações Unidas em Moçambique (ONUMOZ) (1992–1994)                                                 | ONU Brasil   | Moçambique                                | Encerrada - Paz garantida.                                                                                  |
| Missão de Observação das Nações Unidas em Uganda-Ruanda (1993–1994)                                           | ONU Brasil   | Uganda Ruanda                             | Encerrada - Paz garantida.                                                                                  |
| Missão de Verificação das Nações Unidas na Guatemala (1994–1997)                                              | ONU Brasil   | Guatemala                                 | Encerrada - Paz garantida.                                                                                  |
| Terceira Missão de Verificação das Nações Unidas em Angola (UNAVEM III) (1995–1997)                           | ONU Brasil   | Angola                                    | Encerrada - Paz garantida.                                                                                  |
| Força de Desdobramento Preventivo das Nações Unidas (1995–1999)                                               | ONU Brasil   | República da Macedónia                    | Encerrada - Paz garantida.                                                                                  |
| Operação das Nações Unidas para Restauração da Confiança (1995–1996)                                          | ONU Brasil   | Croácia                                   | Encerrada - Paz garantida.                                                                                  |
| Administração Transitória das Nações Unidas para a Eslavônia Oriental, Baranja e Sírmia Ocidental (1996–1998) | ONU Brasil   | Croácia República Federal da Sérvia       | Encerrada - Paz garantida.                                                                                  |
| Missão de Observadores das Nações Unidas em Prevlaka (1996–2002)                                              | ONU Brasil   | Croácia Iugoslávia                        | Encerrada - Paz garantida.                                                                                  |
| Missão das Nações Unidas em Timor-Leste (UNAMET) (1999–2006)                                                  | ONU Brasil   | Timor-Leste                               | Encerrada - Paz garantida.                                                                                  |
| Missão das Nações Unidas na Libéria (2003–2016)                                                               | ONU Brasil   | Libéria                                   | Encerrada - Paz garantida. - 1.240 militares e 606 policiais permaneceram no país para casos de emergência. |
| Missão das Nações Unidas para a estabilização no Haiti (MINUSTAH) (2004–2017)                                 | ONU Brasil   | Haiti                                     | Encerrada - Paz garantida.                                                                                  |
| Operação das Nações Unidas na Costa do Marfim (2004–2017)                                                     | ONU Brasil   | Costa do Marfim                           | Encerrada - Paz garantida.                                                                                  |
| Força Interina das Nações Unidas no Líbano (UNIFIL) (2011–2021)                                               | ONU Brasil   | Líbano                                    | Encerrada - Paz garantida.                                                                                  |
| Missão das Nações Unidas no Sudão do Sul (2011–Presente)                                                      | ONU Brasil   | Sudão do Sul                              | Em andamento - Missão de paz em andamento.                                                                  |
| Missão das Nações Unidas na República Democrática do Congo (2013–Presente)                                    | ONU Brasil   | República Democrática do Congo            | Em andamento - Missão de paz em andamento.                                                                  |

## Guerras onde agiu como cobeligerante
| Conflito                    | Combatente 1                      | Combatente 2                                     | Resultado             |
| --------------------------- | --------------------------------- | ------------------------------------------------ | --------------------- |
| Rebelião de Rupununi (1969) | Guiana · Cobeligerantes: · Brasil | Separatistas de Essequibo Apoiado por: Venezuela | - Rebelião derrotada. |